# Conferencia episcopal ortodoxa de Australia, Nueva Zelanda y Oceanía
La Conferencia episcopal ortodoxa de Australia, Nueva Zelanda y Oceanía (inglés: Assembly of Canonical Orthodox Bishops of Australia, New Zealand, and Oceania) está formada por todos los obispos ortodoxos que sirven en Australia, Nueva Zelanda y Oceanía, representando múltiples jurisdicciones. No es, propiamente hablando, un sínodo. Es una de varias asambleas de este tipo en todo el mundo que operan en la llamada «diáspora».

## Descripción general
La asamblea se organizó cuando los delegados de las 14 Iglesias ortodoxas autocéfalas se reunieron en Chambésy, Suiza, del 6 al 12 de junio de 2009. En aquel momento, la conferencia aprobó la creación de asambleas episcopales en 12 regiones de la llamada diáspora ortodoxa que se encuentran más allá de las fronteras de las iglesias autocéfalas. Dichas asambleas tendrían la autoridad de proponer futuras estructuras administrativas para la Iglesia en sus respectivas regiones.

## Jurisdicciones
Las jurisdicciones actuales presentes en este territorio incluyen las siguientes, ordenadas según díptico:
- Patriarcado Ecuménico de Constantinopla
  - Arquidiócesis Ortodoxa Griega de Australia y Exarcado de Papua Nueva Guinea
  - Metrópolis ortodoxa griega de Nueva Zelanda y exarcado de toda Oceanía
  - Iglesia ortodoxa ucraniana - Diócesis de Australia y Nueva Zelanda
- Patriarcado de Antioquía - Arquidiócesis de Australia, Nueva Zelanda y Filipinas
- Patriarcado de Moscú - Diócesis de Sydney, Australia y Nueva Zelanda (ROCOR)
- Patriarcado de Serbia - Eparquía de Australia y Nueva Zelanda
- Patriarcado de Bulgaria - Eparquía de EE. UU., Canadá y Australia
- Patriarcado de Rumanía - Eparquía de Australia y Nueva Zelanda
- Patriarcado de Georgia - Eparquía de Australia
- Iglesia ortodoxa macedonia
  - Diócesis Ortodoxa Macedonia de Australia y Nueva Zelanda
  - Diócesis Ortodoxa Macedonia de Australia - Sydney